# Nội chiến Sudan (2023–nay)
Nội chiến Sudan là cuộc xung đột vũ trang đang diễn ra giữa các phe phái đối địch của chính phủ quân sự Sudan bắt đầu vào ngày 15 tháng 4 năm 2023, khi các cuộc đụng độ nổ ra trên khắp đất nước, chủ yếu ở thủ đô Khartoum và vùng Darfur. Tính đến ngày 21 tháng 4, ít nhất 413 người đã thiệt mạng và hơn 3.700 người bị thương.
Cuộc giao tranh bắt đầu bằng các cuộc tấn công của Lực lượng hỗ trợ nhanh bán quân sự (RSF) vào các địa điểm quan trọng của chính phủ. Các cuộc không kích, pháo binh và tiếng súng hạng nặng đã được báo cáo trên khắp Sudan, bao gồm cả ở Khartoum. Kể từ ngày 15 tháng 4 năm 2023, cả lãnh đạo RSF Mohamed Hamdan Dagalo, lãnh đạo trên thực tế của Sudan và chỉ huy quân đội Abdel Fattah al-Burhan đều tuyên bố kiểm soát một số địa điểm quan trọng của chính phủ, bao gồm trụ sở quân sự chung, Dinh Tổng thống, Sân bay Quốc tế Khartoum, dinh thự chính thức của Burhan, và trụ sở SNBC.